# Limonia maculicosta
Limonia maculicosta är en tvåvingeart som först beskrevs av Daniel William Coquillett 1905.  Limonia maculicosta ingår i släktet Limonia och familjen småharkrankar. Arten är reproducerande i Sverige. Inga underarter finns listade i Catalogue of Life.